# Javier Guarino
Luis Javier Maria Guarino Moscatelli (Salto, 16 april 1986) is een Uruguayaanse voetballer die uitkomt voor Caracas Fútbol Club. Hij kwam voorheen onder meer uit voor FC Zwolle. Hij speelt als aanvaller.
Guarino debuteerde op 8 augustus 2006 op Nederlandse bodem in de wedstrijd FC Zwolle – MVV (0–0).

## Clubstatistieken
| Seizoen | Club                      | Land      | Competitie             | Duels | Goals |
| ------- | ------------------------- | --------- | ---------------------- | ----- | ----- |
| 2005/06 | Defensor Sporting         | Uruguay   | Primera División       | 4     | 0     |
| 2006/07 | → Plaza Colonia           | Uruguay   | Segunda División       | –     | –     |
| 2007/08 | → Rocha Fútbol Club       | Uruguay   | Segunda División       | 13    | 8     |
| 2008/09 | → FC Zwolle               | Nederland | Eerste divisie         | 24    | 5     |
| 2010/11 | Lokomotiv Plovdiv         | Bulgarije | A Grupa                | 0     | 0     |
| 2010    | Plaza Colonia             | Uruguay   | Segunda División       | 11    | 1     |
| 2011    | Club Deportivo Espoli     | Ecuador   | Campeonato Ecuatoriano | 41    | 10    |
| 2012    | Club Atlético Bella Vista | Uruguay   | Primera División       | 14    | 4     |
| 2012    | Real Esppor Club          | Venezuela | Primera División       | –     | –     |
| 2013    | Caracas Fútbol Club       | Venezuela | Primera División       | –     | –     |
| Totaal  | Totaal                    | Totaal    | Totaal                 | –     | –     |